# Richard 2. af Normandiet
 Der er for få eller ingen kildehenvisninger i denne artikel, hvilket er et problem. Du kan hjælpe ved at angive troværdige kilder til de påstande, som fremføres i artiklen.

Richard II af Normandiet eller Richard den Gode (fransk: Richard le Bon) (død 1026) var hertug i Normandiet fra 996 til 1026. Han var søn af hertug Richard I den Frygtløse og hertuginde Gunnor. 

## Liv
Han efterfulgte sin far som hertug af Normandiet i 996. Richard nærede modvilje imod bøndernes opstand og hjalp Robert 2. af Frankrig imod hertugdømmet Burgund. Han slog også et engelsk angreb på den kotentiske halvø tilbage, et angreb der blev ledet af den angelsaksiske kong Ethelred 2. den Rådvilde. Richard søgte også at reformere de normanniske klostre.

## Ægteskaber og børn
Hustruer:
- Judith, ca. 996 (d. 1017), datter af Conan 1. af Bretagne.
- Papia

Afkom med Judith:
- Richard 3., hertug af Normandiet
- Robert den Storslåede, hertug af Normandiet
- Guillaume, munk i Fécamp, d. 1025.
- Adélaide, gift med Renaud 1., Greve af Burgund.
- Eleanor (måske Ainor eller Judith), gift med Balduin 4., Greve af Flandern
- Matilda, d. 1033.

Afkom med Papia:
- Mauger, Ærkebiskop af Rouen.
- Vilhelm, Greve af Arques.